# Orthotomus
Az Orthotomus a madarak osztályának verébalakúak (Passeriformes) rendjébe és a szuharbújófélék (Cisticolidae) családjába tartozó nem.

## Rendszerezés
A nembe az alábbi fajok tartoznak:
- varrómadár (Orthotomus sutorius)
- rőtfarkú varrómadár (Orthotomus sericeus)
- Orthotomus frontalis
- Orthotomus atrogularis
- kambodzsai varrómadár (Orthotomus chaktomuk)
- Orthotomus ruficeps
- Orthotomus sepium
- Orthotomus castaneiceps
- Orthotomus chloronotus
- Orthotomus derbianus
- Orthotomus samarensis
- Orthotomus cinereiceps
- Orthotomus nigriceps